# Kiyotaka Miyoshi
Kiyotaka Miyoshi (nacido el 10 de julio de 1985 en Tokio, Japón) fue un futbolista japonés. Jugó de defensor en Argentina, Japón y Uruguay y su último club fue el Rocha Fútbol Club en 2015.

## Carrera
Pese a ser japonés de nacimiento, Kiyotaka Miyoshi nació futbolísticamente en Argentina comenzando su carrera en 2009 en el Argentino de Rosario. En 2010 se fue a Uruguay para integrarse a las filas de Boston River, donde jugó durante 3 años. En total hizo 33 apariciones marcando solamente 3 goles. En 2012 regresó a Japón para jugar en el Shimizu S-Pulse. Su último club fue Rocha de la Tercera División de Uruguay.

## Clubes
| Club                 | País      | Año       |
| -------------------- | --------- | --------- |
| Argentino de Rosario | Argentina | 2009      |
| Boston River         | Uruguay   | 2010-2011 |
| Shimizu S-Pulse      | Japón     | 2012      |
| Boston River         | Uruguay   | 2013-2014 |
| Rocha                | Uruguay   | 2015      |